# Das beste Stück
Das beste Stück ist ein deutscher Fernsehfilm aus dem Jahr 2002. Die am 17. Oktober 2002 auf ProSieben zum ersten Mal ausgestrahlte Filmkomödie wurde mit Das allerbeste Stück fortgesetzt.

## Handlung
Der junge Logopäde Mark Demski ist ein Mann mit riesigen Minderwertigkeitskomplexen und sehr kleinem Penis. Er hat die Befürchtungen, dass er seine Freundin nicht beglücken kann. Als er sie bei einem Seitensprung erwischt, fühlt er sich bestätigt. Er schwört der Liebe und dem Sex ab und will sich fortan nur noch auf die Karriere konzentrieren. Doch da lernt er die schöne Lara kennen. Beide verlieben sich ineinander und die erste Liebesnacht rückt an. Aber Mark will nicht so recht, sodass er sich in immer mehr Lügengeschichten verstrickt, um sein kleines Geheimnis weiter zu verstecken.

## Kritiken
„Während er jeden sexuellen Kontakt zu vermeiden versucht, ersehnt sie nichts inniger als die erste Liebesnacht. (Fernseh-)Komödie um das vermeintliche Thema Nr. Eins, die im Fahrwasser einschlägiger Pubertätsklamotten schwimmt, auch wenn ihre Protagonisten in ein reiferes Alter gekommen sind.“

„Regisseur Oliver Schmitz drehte diese Beziehungskomödie mit witzigen Typen und einer Menge ironischer Seitenhiebe auf Sexwahn und Beziehungs-Chaos. Dank der spaßig agierenden Darsteller ist dies angenehme Unterhaltung ohne sonderliche Tiefe.“

„Das Thema hätte leicht in die Hose gehen können, aber die Story um den zu kurz Gekommenen ist eine spaßige Reise ins männliche Ego. Respekt für einen rührend verzweifelten Jan Sosniok. Fazit: Nicht das beste, aber ein gutes Stück“